# Zo jong
Zo jong is een Nederlandstalige single van de Belgische band De Kreuners uit 1990.
Voor de single werd een speciale mix opgenomen. De B-kant van de single was het liedje Moeraskoorts.
Het nummer verscheen op het album Hier en nu uit 1990.

## Meewerkende artiesten
- Producer:
  - Jean Blaute

- Muzikanten:
  - Ben Crabbé (drums, zang)
  - Berre Bergen (basgitaar, zang)
  - Erik Wauters (gitaar)
  - Henri Ylen (saxofoon)
  - Jan Van Eyken (gitaar)
  - Jean Blaute (gitaar, klavier)
  - Jean-Pierre Onraedt (drums)
  - Walter Grootaers (zang)